# عجائب القصص في القران والسنة النبوية
عجائب القصص في القران هي استكمال لقصة نساء في القران والذي بطلها يحيى الفخراني التي ابنته سلمى تزوجت من ابن الخليفة وأنجبت طفلان الأول «صفي الدين» والثانية «صفاء» وHخذ جدهما القاضي (يحيى الفخراني) يحكي لهما قصص عن القران وعجائبه وأصبح في كل يوم يقرأ لهما قصة جديدة وهكذا تمر الحلقات والمغامرات إلى الحلقة الاخيرة.